# Лухан, Гонсало
Гонсало Лухан Мельи (исп. Gonzalo Luján Melli; род. 27 апреля 2001, Буэнос-Айрес) — аргентинский футболист, защитник клуба «Сан-Лоренсо». Участник Олимпийских игр 2024 в Париже. 

## Клубная карьера
Лухан — воспитанник клуба «Сан-Лоренсо». 27 мая 2021 года в поединке Южноамериканского кубка против чилийского «Уачипато» Гонсало дебютировал за основной состав. 11 октября в матче против «Колон» он дебютировал в аргентинской Примере.

## Международная карьера
В 2024 году Лухан в составе олимпийской сборной Аргентины принял участие в Олимпийских играх в Париже. На турнире он сыграл в матчах против команд Ирака, Украины и Франции. 